# Nathan Outteridge
Nathan Outteridge (28 gennaio 1986) è un velista australiano.
Ha vinto una medaglia d'oro olimpica nella vela alle Olimpiadi 2012 tenutesi a Londra, in particolare nella gara di 49er insieme a Iain Jensen.
Ha vinto numerose medaglie ai campionati mondiali: sei ori (2008, 2009, due nel 2011, 2012 e 2014), due argenti (2009 e 2013) e un bronzo (2007) in diverse specialità.